# Mszyca burakowa

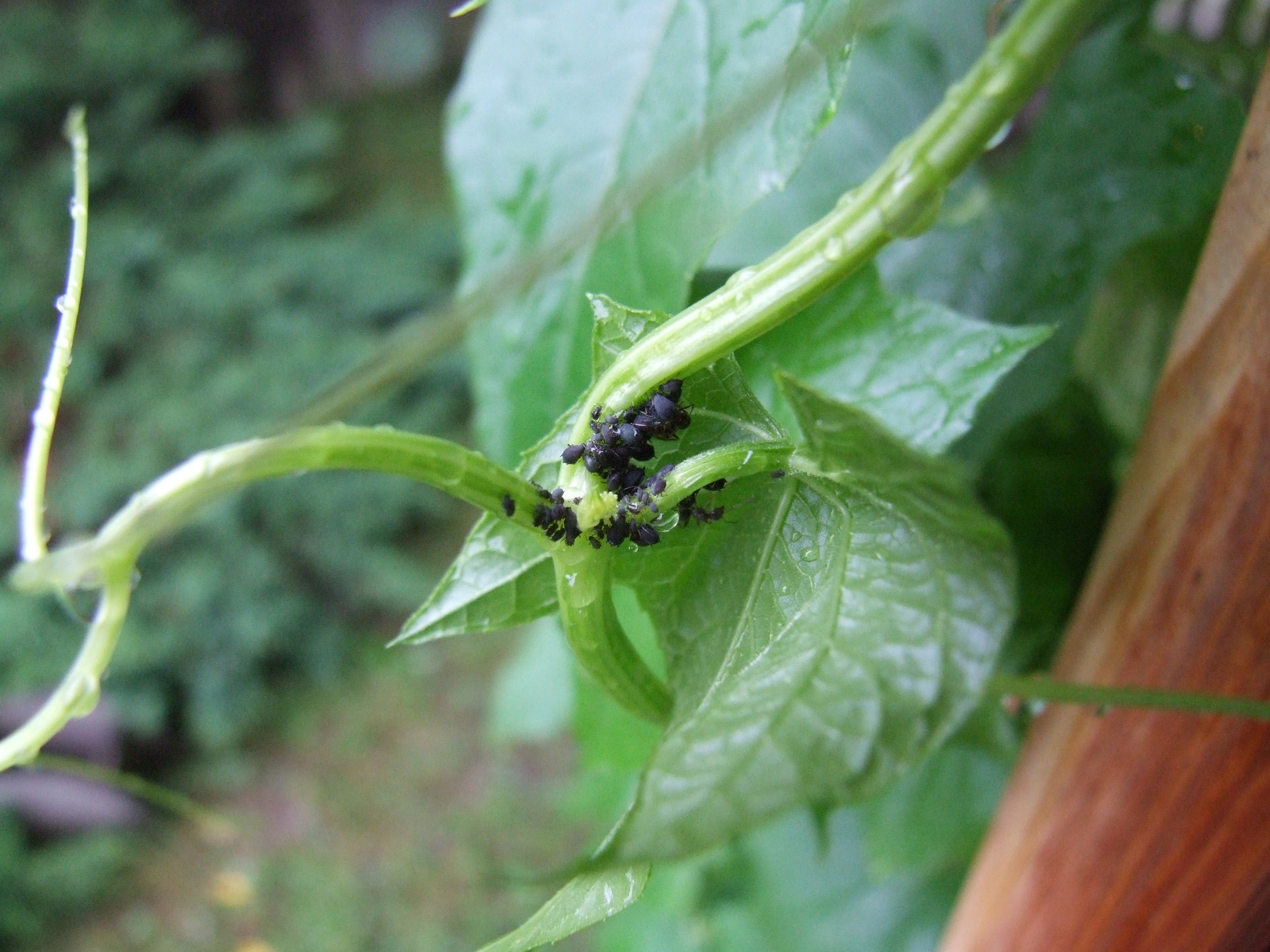
Mszyce

Mszyca burakowa (Aphis fabae) – gatunek pluskwiaka piersiodziobego z rodziny mszycowatych.

## Wygląd
Ma długość 2 – 3 mm. Waży od 100 do 150 mg. Formy bezskrzydłe są czarne i matowe, natomiast uskrzydlone czarne oraz błyszczące. Mszyca burakowa znosi 40 – 60 jaj.

## Wyrządzane szkody
W warunkach Polski mszyca ta może tworzyć liczne, mało ruchliwe kolonie i całkowicie niszczyć opanowane rośliny. Przenosi też wirusy, będące przyczyną chorób wirusowych roślin, np. mozaiki, żółtaczki. Niezwalczana mszyca burakowa może obniżyć plony buraków o 30%. Atakuje rośliny uprawne takie jak buraki, bób, rabarbar, fasola, pomidor, mak czy szpinak, a także nieuprawne m.in. komosa, trzmielina, kalina czy jaśmin.